# Série Odakyu 3000
Série Odakyu 3000 ou SE, anteriormente SSE era uma ferroviária elétrica em Tóquio, Japão.